# Eupithecia albertiata
Eupitecia albertiata es una especie de polilla de la familia Geometridae. La especie fue descrita por primera vez por Eduard Schütze en 1961 con distribución en Tayikistán. El holotipo de la especie fue descrita en Irán. Es una polilla mediana a pequeña con una envergadura de unos 18 milímetros (0,7 plg).